# Ivan Hunyadi, ban Severina
Ivan Hunyadi mlajši (madžarsko Hunyadi János) je bil ogrski plemič in vitez zastavonoša in rodbine Hunyadi, * okoli 1419, † 1440 ali 1441.

## Življenje
Bil je drugi sin Vojka Hunyadija in Elizabete Morzsinai (Morsina/Marsina) in mlajši brat regenta Ivana Hunyadija starejšega.
O njem je malo znanega. Prvič je bil omenjen v listini, ki je bila 12. februarja 1419  izdana za  štiri člane njegove družine. Leta 1439 je kralj Albreht  II. Nemški njega in brata Ivana imenoval za bana Severinske banovine. Po imenovanju se je skupaj z bratom udeleževal prvih vojnih pohodov proti Osmanskemu cesarstvu in leta 1440 ali 1441 padel. Pokopan je v Gyulafehérvárju (zdaj Alba Iulia, Romunija). Brat je o njem zapisal, da je bil »najhrabrejši od hrabrih«, kar kaže, da je bil pogumen vojak.